# Juan José Alvear
Juan José Alvear Calleja (Madrid; 23 de enero de 1941) es un jugador de hockey sobre hierba español. Disputó los Juegos Olímpicos de México 1968 con España, obteniendo un sexto puesto y diploma olímpico.

## Participaciones en Juegos Olímpicos
- México 1968, puesto 6.